# Casaments per encàrrec
Casaments per encàrrec (títol original: Cake) és una pel·lícula del 2005 de comèdia romàntica dirigida per Nisha Ganatra. Ha estat doblada al català.

## Argument
La història se centra en la Pippa McGee (Heather Graham), qui es troba prop dels 30, una etapa en què comença a madurar i comença la seva recerca de l'amor vertader.
La Pippa és una liberal escriptora de viatges que després de tornar a casa pel casament d'una amiga, es troba dirigint la revista de casaments del seu pare després que ell tingués un infart. Durant aquest procés, la Pippa no només haurà de dirigir la revista del seu pare, sinó que també haurà de desfer-se de tots els voltors famolencs que intenten prendre el control de totes les companyies que controla el seu pare.
La Pippa i el seu pare no s'havien relacionat gaire des de la mort de la seva mare feia uns anys, a més a més, la Pippa es debat entre l'amor de la mà dreta del seu pare, l'Ian (David Sutcliffe) i el fotògraf de la revista, Hermingway Jones (Taye Diggs).

## Repartiment
- Heather Graham: Pippa McGee
- David Sutcliffe: Ian Grey
- Taye Diggs: Hemingway Jones
- Sandra Oh: Lulu
- Keram Malicki-Sanchez: Frank
- Cheryl Hines: Roxanne
- Bruce Gray: Malcolm McGee
- Sarah Chalke: Jane
- Sabrina Grdevich: Rachel
- Michael McMurtry: Luke
- Amy Price-Francis: Sasha
- Reagan Pasternak: Sydney
- Jefferson Brown: Clifford
- Suzanne Cyr: Suzanne
- Frank Chiesurin: Chad
- Dominic Cuzzocrea: Antique Dealer
- Billy Khoury: Diego
- Carlo Rota: Bob Jackman